# 6071 Сакітама
6071 Сакітама (6071 Sakitama) — астероїд головного поясу, відкритий 4 січня 1992 року.
Тіссеранів параметр щодо Юпітера — 3,326.
Названо на честь Сакітами (яп. さきたま(埼玉) сакітама).